# Alexander von Wahl
Alexander Ludwig Amandus von Wahl (* 10. Dezember 1839 in Taifer bei Suure-Jaani, Gouvernement Livland; † 2. Dezember 1903 in München) war ein deutschbaltischer Bildhauer und Maler.

## Leben
Er stammte aus dem baltischen Adelsgeschlecht von Wahl und war der Sohn des Gutsbesitzers Alexei von Wahl (1808–1866) und seiner Ehefrau Kornelia (geborene Knirsch, 1808–1858). Er wuchs mit seinen Geschwistern auf dem väterlichen Gut Assick (bei Päinurme) auf und studierte von 1858 bis 1861 an der Kaiserlich-Russischen Kunstakademie in Sankt Petersburg Bildhauerei bei Peter Clodt von Jürgensburg. Anschließend ging er zur Weiterbildung nach München. Mit dem 21. Oktober 1861 ist sein Eintritt in die Bildhauerklasse von Max von Widnmann an der Münchner Kunstakademie dokumentiert.
1867 heiratete er in Reval Pauline Constance Baronesse von Hoyningen-Huene (* 16. September 1848 Mähküll; † 6. Mai 1914 München), Tochter von Karl Wilhelm von Hoyningen-Huene-Kelp und Pauline, geborene Gräfin von Rehbinder-Friedrichshof, und erwarb in der Münchner Georgenstraße Wohneigentum. Aus der Ehe gingen fünf Kinder hervor: Der Älteste, Bruno von Wahl, wurde Maler und Zeichenlehrer. Ein Knabe starb im Säuglingsalter; die jüngere Schwester Pauline heiratete 1895 den Kunstmaler Robert Franz Curry (1872–1955) aus Boston, die Schwester Adele 1899 dessen Bruder, den Mathematiker und Physiker Charles Emerson Curry (1868–1935). Die dritte Schwester, Helene, war seit 1903 mit dem Generaldirektor der Allianz-Versicherung Gustav Knote verheiratet. Von 1886 bis 1888 unternahm Alexander von Wahl einige Reisen in Deutschland sowie nach Italien und nach Griechenland.

## Plastisches Werk
Als Bildhauer schuf Alexander von Wahl plastische Darstellungen von einzelnen Tieren und Tiergruppen, darunter Pferde, Rinder und Schafe, Vögel, Tiger, Löwen und andere Wildtiere, aber auch Statuetten von Einzelfiguren und Figurengruppen, Reiter, Bauern, Bettler, Indianer zu Pferd und vieles mehr. Seine bevorzugten Werkstoffe waren unglasiertes Weichporzellan (Biskuitporzellan) und sogenannte Elfenbeinmasse (eingefärbter Gips), mit denen sich die zunächst in Wachs modellierten Skulpturen leicht reproduzieren ließen. Sie wurden teilweise aber auch in Bronze abgegossen. 1866 verlieh ihm die Akademie eine Silberne Medaille für eine Statue des geblendeten Polyphem. Seine plastischen Arbeiten zeigten von Wahl anlässlich zahlreicher Ausstellungen, unter anderem 1869 in der Münchner Jahresausstellung 38 Exponate, darunter eine Bronzestatuette Peters des Großen in Sardam (Holland) und jeweils drei Exponate 1879 und 1883. Auch auf der Pariser Weltausstellung von 1878 war er vertreten. Viele seiner Arbeiten wurden fotografisch dokumentiert und die Fotografien in speziellen Katalogen zum Verkauf angeboten.

## Malerisches Werk
Durch eine Handverletzung sah sich von Wahl zu einer Umschulung zum Maler veranlasst. Mit dem 14. Februar 1884 ist sein Wiedereintritt in die Münchner Kunstakademie dokumentiert, wo er sich bei Alexander von Wagner und Wilhelm Diez ausbildete. In der Folge entstanden einige Bildnisse, vor allem aber ethnische, meist im Kaukasus angesiedelte Reiterszenen, die er wiederum in den Münchner Jahresausstellungen zeigte.